# کامیلو اوجی
کامیلو اوجی (آلمانی: Camillo Ugi; ۲۱ دسامبر ۱۸۸۴ – ۹ مهٔ ۱۹۷۰) بازیکن فوتبال اهل آلمان بود.
از باشگاه‌هایی که در آن بازی کرده‌است می‌توان به اشاره کرد.